# NGC 1327
NGC 1327 је спирална галаксија у сазвежђу Пећ која се налази на NGC листи објеката дубоког неба.
Деклинација објекта је - 25° 40' 46" а ректасцензија 3h 25m 23,2s. Привидна величина (магнитуда) објекта NGC 1327 износи 14,8 а фотографска магнитуда 15,6. NGC 1327 је још познат и под ознакама ESO 481-26, MCG -4-9-8, IRAS 03232-2551, PGC 12795.